# Paul Lévy (mathématicien)
Pour les articles homonymes, voir Lévy et Paul Lévy.
Paul Lévy, né le 15 septembre 1886 à Paris où il est mort le 15 décembre 1971, est un mathématicien français. Il figure, avec Émile Borel, Richard von Mises, Andreï Kolmogorov, Norbert Wiener, Joseph Leo Doob et Kiyoshi Itō, parmi les fondateurs de la théorie moderne des probabilités. On lui doit aussi des considérations importantes sur les lois stables stochastiques qui portent son nom ainsi que sur les martingales.

## Biographie
Paul Lévy est issu d'une famille juive de mathématiciens,. Il est élève au lycée Saint-Louis à Paris où il obtient des prix du concours général de mathématiques et de grec. En 1904, à 18 ans, il passe les concours de l'École normale supérieure et de l'École polytechnique. Reçu premier à l'une et deuxième à l'autre, il choisit Polytechnique. Dès l'année suivante, le jeune étudiant publie son premier article sur les séries semi-convergentes. En 1907, il entre au Corps des mines,, suit en parallèle des cours au Collège de France et y rencontre Jacques Hadamard qui va être son directeur de thèse. Il passe sa thèse en 1911 « sur les équations intégro-différentielles définissant des fonctions de lignes » dans la voie de Volterra et d'Hadamard avec pour jury les mathématiciens Émile Picard, Henri Poincaré et Hadamard.
En 1913, il est nommé professeur à l'École des mines de Paris où il reste jusqu'au début de la Première Guerre mondiale. En 1914, il est mobilisé comme capitaine d'artillerie, et commande le poste de défense antiaérienne de Roissy-en-France,.
Au sortir de la guerre, Hadamard lui offre un véritable tremplin en le chargeant de la récupération des papiers de René Gateaux, tombé au front en 1914.
En 1920, il est nommé professeur d'analyse à l'École polytechnique, et découvre à cette occasion la discipline qu'il va marquer le plus de son empreinte : le calcul des probabilités. Il y reste jusqu'en 1940, où il est radié à la suite des lois de Vichy. Il passe la guerre dans la clandestinité, quitte Paris en 1942 pour aller à Lyon puis Mâcon.
Après la guerre, il retrouve son poste à Polytechnique et y reste jusqu'en 1959.
Il a eu un fils et deux filles : l'une d'elles, Marie-Hélène, mathématicienne, a épousé le lauréat de la médaille Fields Laurent Schwartz, lequel a succédé en 1959 à son beau-père au poste de professeur d'analyse à l'École polytechnique,.
Il meurt le 15 décembre 1971 à Paris. Son épouse meurt en 1973, âgée de 81 ans.
Wolfgang Döblin, Michel Loève, Benoît Mandelbrot, Georges Matheron et Pierre Rosenstiehl ont été les étudiants en thèse de Paul Lévy.

## Honneurs
Paul Lévy est devenu membre honoraire de la London Mathematical Society en 1963. Il a été élu membre de l'Académie des sciences en 1964 et fait commandeur de la Légion d'honneur la même année.

## Ouvrages
- Leçons d'analyse fonctionnelle (préf. J. Hadamard), Paris, Gauthier-Villars, 1922 (lire en ligne).
- Analyse fonctionnelle, Mémorial des sciences mathématiques (no 5), Gauthier-Villars, 1925.
- Calcul des probabilités, 1925. réédition en 2004 par Jacques Gabay  (ISBN 978-2-87647-231-0).
- Cours d'analyse (cours de l'École polytechnique), Gauthier-Villars, 1930, 2 tomes  — il existe de nombreuses versions de son cours polycopié qui n'avait que peu changé des années 1920 aux années 1950. Le cours publié par Gauthier-Villars est un cours intermédiaire, où il manque la démonstration du théorème de Picard mais où il n'y a pas encore une introduction à l'intégrale de Lebesgue.
- Théorie de l'addition des variables aléatoires, Gauthier-Villars, 1937, 1954. réédition en 2003 par Jacques Gabay  (ISBN 2876472074).
- Processus stochastiques et mouvement brownien Gauthier-Villars, 1948. réédition en 1992 par Jacques Gabay  (ISBN 2876470918).
- Problèmes concrets d'analyse fonctionnelle, Collection de monographie sur la théorie des fonctions, Gauthier-Villars, 1951.
- Le mouvement brownien, Mémorial des sciences mathématiques (no 126), Gauthier-Villars, 1954.
- Quelques aspects de la pensée d’un mathématicien, Paris, 1970.
- Œuvres, Bordas, T1, 1973, T2, 1974.